# Juniperus pseudosabina
Juniperus pseudosabina, enebro de Turkestán o enebro negro enano es una especie de enebro (Juniperus) originaria de las zonas montañosas de Asia Central. 

## Descripción
Juniperus pseudosabina tiene una forma variable, crece como un arbusto o un árbol pequeño y alcanza un tamaño de 1 a 10 metros de altura. Las hojas son de dos formas: hojas juveniles, que están opuestas o en verticilos de tres en las ramas, miden de 4 a 8 milímetros de largo y tienen una punta cónica y hojas adultas con forma de escama de 1,3 a 2 mm de largo en brotes de 1,5 a 2 mm de grosor y con una punta roma adherida o independiente. Las hojas juveniles se encuentran principalmente en las plántulas, pero las plantas maduras continúan teniendo algunas hojas juveniles además de las adultas, particularmente en los brotes dañados por el ramoneo.
Es en gran parte dioica, con plantas masculinas y femeninas separadas, pero algunas plantas individuales producen ambos sexos. Los conos de las flores masculinas tienen forma de ovoide a casi esférica y miden entre 2 y 3 milímetros de largo. Contienen de seis a ocho microsporofilas, que transportan de dos a tres sacos de polen. Los conos femeninos son de forma ovoide a ampliamente ovada, de 0,7 a 1,4 centímetros de largo y de 0,6 a 1 centímetro de grosor. Cuando están maduros, son de color negro azulado a negro parduzco y tienen una escarcha azul verdosa. Cada cono lleva una semilla ligeramente comprimida. Las semillas surcadas tienen forma de huevo, miden de 6 a 7 milímetros de largo y de 4 a 6 milímetros de ancho. Su base es cónica o redondeada y su punta es roma.

### Variedades
La especie Juniperus pseudosabina se puede dividir en hasta dos variedades:
- Juniperus pseudosabina var. pseudosabina es la forma nominada y solo crece como arbusto.[5]
- Juniperus pseudosabina var. turkestanica (Com.) Silba crece como árbol y arbusto. Un sinónimo es Juniperus turkestanica Kom.[5]

## Distribución
La planta es originaria de las montañas de Asia Central en el norte de Pakistán, el noreste de Afganistán, Tayikistán, Kirguistán, el este de Kazajistán, el oeste de China, el oeste de Mongolia y el centro-sur de Rusia.
Por lo general crece en altitudes de 2000-4100 m.

## Conservación
Aunque tiene una amplia distribución y actualmente no está amenazada, el aumento del pastoreo del ganado doméstico en la región podría amenazarla en el futuro.